# Inácio José Filgueira

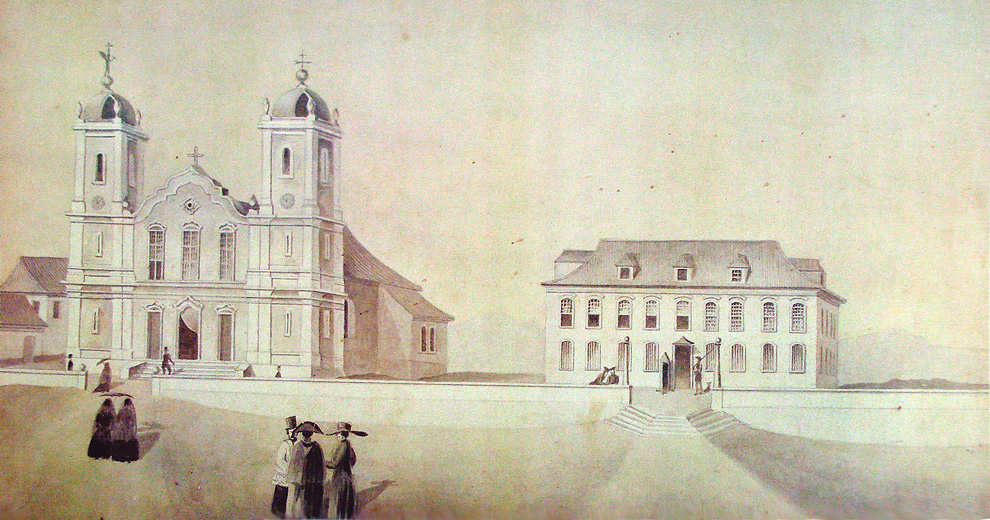
A antiga Matriz em aquarela de 1852. Ao seu lado, o antigo Palácio de Barro.

Inácio José Filgueira ou Filgueiras, também conhecido como Inácio Músico (Campos dos Goytacazes, ? — Porto Alegre, 12 de junho de 1834) foi um músico brasileiro.
Mulato, filho de escrava, sobre sua formação nada se sabe. Levado ao Rio Grande do Sul ainda criança, chegou em torno de 1777, tornando-se peão na fazenda do influente militar Rafael Pinto Bandeira em Rio Grande.
Comprou sua alforria em 13 de maio de 1793 e dirigiu-se a Porto Alegre, onde em abril de 1794 é mencionado comprando uma casa na Rua Formosa. No mesmo ano batizou sua primeira filha, Sebastiana, que teve com Rosa Ferreira, também mulata forra, quando se atesta uma relação estreita com o governador da capitania, Sebastião da Câmara, que apadrinhou a criança. Entre 1798-99 atuou como fiscal das obras de reforma na casa do governador. Ganhou notoriedade ao assumir em torno de 1800 a importante posição de mestre-de-capela da Antiga Matriz de Porto Alegre.
Em 1811 casou pela segunda vez, união que produziria mais sete filhos, dos quais cinco sobreviveram à infância. Teve um grande protetor no vigário da Matriz, o padre José Inácio dos Santos Pereira, que o conhecera já em Rio Grande, e que pode ter sido seu professor de música. Documentos escritos por Filgueira revelam uma caligrafia refinada e uma grande desenvoltura com a linguagem, evidenciado uma educação sólida. O vigário o defendeu em 1818, junto com os professores de música da capital, quando sua provisão inicial encerrou e sua renovação foi contestada, permanecendo no cargo até o fim da vida.
Sua carreira profissional é mal conhecida, mas sabe-se que foi um mestre respeitado, versado no canto, na regência e no órgão. Registros da época o citam muitas vezes como o músico preferido para acompanhar procissões e outras solenidades civis e religiosas, também trabalhando para várias irmandades. Contudo, sua origem escrava lhe causou uma série de dissabores, sendo alvo de constantes intrigas para removê-lo de sua posição. Depois de ter conseguido amealhar algum patrimônio, podendo dispor de dois escravos, casa própria e alguns itens de luxo como adornos e talheres de prata, faleceu na pobreza.